# سو لا
سو لا (انگلیسی: Sue Law) فوتبالیست بازنشسته زن انگلیسی است. وی سابقه بازی در تیم ملی بانوان انگلیس را دارد و اکنون مدیر بخش مقابله با تبعیض و محافظت از حقوق کودکان در اتحادیه فوتبال انگلستان (FA) است.
آخرین بازی او برای تیم ملی انگلیس مربوط به بازی برگشت یک چهارم پایانی یورو ۱۹۹۳ مقابل تیم ملی فوتبال زنان ایتالیا بود.